# تپه ده‌سواران ۳
تپه ده سواران ۳ مربوط به دوران پارینه‌سنگی جدید است و در شهرستان کرمانشاه، بخش مرکزی، دهستان دورود فرامان، ۱ کیلومتری شرق روستای ده سواران واقع شده و این اثر در تاریخ ۱۸ اسفند ۱۳۸۷ با شمارهٔ ثبت ۲۴۸۵۱ به‌عنوان یکی از آثار ملی ایران به ثبت رسیده است.